# Зимонино
Зимонино — деревня в Смоленской области России, в Шумячском районе. Население — 304 жителя (2007 год). Расположена в юго-западной части области в 35 км к западу от Шумячей, на правом берегу реки Остёр у впадения в него ручья Песчанка. По Остру проходит граница с Белоруссией.
Административный центр Надейковичского сельского поселения.
Деревня Зимонино — родина Героя Советского Союза Евгения Герасимовича Явенкова.

## История
Бывшая деревня Мстиславского воеводства, Великого Княжества Литовского
Местность заселена по крайней мере с XI в. В 1 км к юго-востоку от деревни, в урочище "Стрекайлы", курганный могильник ХІ-начала XIII в. -- на правом коренном берегу Остра, сохранилось 38 насыпей округлой формы, высотой 0,35-3,5 м и диаметром 5-15 м, часть курганов повреждена ямами. 
В Великом Княжестве Литовском деревня Мстиславского воеводства. После первого раздела Речи Посполитой (1772) в составе Российской империи. В 1780 году в Зимонино располагалась усадьба надворного советника С. Ф. Комара. Состоянием на 1866 год 94,7% жителей деревни составляли беларусы. В конце XIX в. принадлежало помещику Стрекайло. В имении была мельница и пивоварня.  
25 марта 1918 года согласно Третьему Уставу Зимонино была провозглашена частью Белорусской Народной Республики. 1 января 1919 года согласно постановлению I съезда Коммунистической партии Беларуси она вошла в состав Белорусской ССР, но 16 января Москва вместе с другими этнически белорусскими территориями приняла село в состав РСФСР. 
1938 году разрушен местный костел.
Сохранились остатки парка с липовыми аллеями и посадками сирени.

## Экономика
Средняя школа, сельхозпроизводственный кооператив «Остёр», дом культуры.

## Достопримечательности
- Памятник археологии общероссийского значения: городище и 38 курганов в 1 км к юго-востоку от деревни. Шаровидные курганы высотой до 3,5 м насыпаны древнерусским населением в XI-начале XIII века.